# Imperiale Präsidentschaft
Imperiale Präsidentschaft (englisch imperial presidency) bezeichnet in der Politikwissenschaft eine Verschiebung von Legislativkompetenzen hin zur Exekutive in präsidentiellen Demokratien, insbesondere im US-amerikanischen Kontext.
Nach Arthur M. Schlesinger liegt eine Imperiale Präsidentschaft vor, wenn das System der Checks and Balances aus dem Gleichgewicht geraten ist, indem sich der Präsident – etwa im Bereich der Kriegsvollmachten – weitreichende Kompetenzen der Legislative angeeignet hat, weitgehend per Dekret regiert, solche Entscheidungen vermehrt im Geheimen und ohne Transparenz getroffen werden und Notstandsgesetze sogar gegen die politische Opposition und das Volk eingesetzt werden.
Schlesinger benutzte den Ausdruck erstmals 1973 in einem Buch über die Imperial Presidency im Zusammenhang mit den US-amerikanischen Präsidenten Lyndon B. Johnson und Richard Nixon. Die Rolle des US-amerikanischen Präsidenten George W. Bush in der Außen- und Innenpolitik nach den Terroranschlägen am 11. September 2001 wird ebenfalls von Politikwissenschaftlern als die eines imperialen Präsidenten gesehen. Kritiker halten dem entgegen, der negativ behaftete Begriff sei hier nicht angebracht, weil der Präsident nur seine verfassungsmäßigen Rechte ausschöpfe. Eine Usurpation von Legislativrechten – nach Schlesinger elementares Kennzeichen einer Imperialen Präsidentschaft – finde nicht statt.
Verschiedene Analysten warnen auch bei der Präsidentschaft von Donald Trump angesichts seiner verschiedenen Versuche, die Checks and Balances zu untergraben, vor einer imperialen Präsidentschaft.
Jüngere, definitorisch ähnliche Beispiele für zunehmend autokratisch herrschende und machtkonzentrierende, aber ursprünglich demokratisch gewählte Präsidenten aus anderen Ländern (auch wenn diese selten mit dem Begriff „imperiale Präsidentschaft“ bezeichnet werden) sind etwa Recep Tayyip Erdoğan in der Türkei, Wladimir Putin in Russland und Aljaksandr Lukaschenka in Belarus. Diese vereint auch, dass sie die Verfassungen ihrer Länder so haben ändern lassen, dass sie ihnen weitere Amtszeiten ermöglichen. 